# Phalera eminens
Phalera eminens är en fjärilsart som beskrevs av Alexander Schintlmeister 1997. Phalera eminens ingår i släktet Phalera och familjen tandspinnare. Inga underarter finns listade i Catalogue of Life.